# 烏坦戰爭
烏干達-坦桑尼亞戰爭，簡稱烏坦戰爭，在烏干達國內一般稱為解放戰爭。這場戰爭起源于1978年烏干達侵略鄰國坦桑尼亞并持续到1979年6月。战争爆发前，乌干达和坦桑尼亚因乌干达总统伊迪·阿明罢免了与坦桑尼亚总统朱利葉斯·尼瑞爾关系密切的总统米尔顿·奥博特而关系恶化；随后几年内阿明政权由于肃清，经济问题和军中不满而不稳定，最终导致了其政權的垮台。
战争爆发的具体原因尚不明确且说法不一。在1978年10月，乌干达军队开始入侵坦桑尼亚；当月不久，乌干达发起了一次侵略，并掠夺坦桑尼亚公民财产，屠杀坦桑尼亚公民。后乌干达国营媒体宣称拥有卡盖拉区主权。尼雷尔在11月2日向乌干达宣战并动员坦桑尼亚人民国防军以收复此区；尼雷尔还动员了阿敏反对者效忠于奥伯特和穆塞韦尼以削弱阿明政权。在阿明未能放弃宣称卡盖拉区主权、非洲统一组织未能对乌干达侵略做出谴责后，坦桑尼亚人民国防军占领了位于南部乌干达的姆巴拉拉区和马萨卡区的部分城镇
在坦桑尼亚人民国防军准备对乌干达首都坎帕拉进行初次攻击时，利比亚领导者、阿明的盟友穆阿迈尔·卡扎菲派遣了数千名士兵至乌干达以援助乌干达军队，巴勒斯坦解放組織同样援助了数支游击队。1979年，双方规模最大的一次交锋卢卡亚战役发生在坦桑尼亚军队和反阿明组织击败了由乌干达、利比亚和巴勒斯坦组成的联合部队时；卢卡亚的战败导致了乌干达军队开始崩溃。尼雷尔认为反阿明组织最终会组织政府并取代阿明政权，他和反阿明组织和在莫希的难民举办了一场聚会，并共同创立了共同组成乌干达全国解放阵线。利比亚与四月初结束了其的干涉并撤军，4月10日，坦桑尼亚人民国防军和乌干达全国解放阵线进攻了坎帕拉，次日占领坎帕拉，阿明逃亡。在接下来的几个月内，坦桑尼亚国防军占领了乌干达，仅遭到了少量的抵抗，并加固了乌干达和苏丹边境，宣称战争结束。
这场战争对坦桑尼亚脆弱的经济造成了严重的影响并长期影响了卡盖拉区，也造成了在乌干达的严重经济后果，又因为乌干达全国解放阵线管理不当而导致了犯罪浪潮和政治暴力。最终因为在边境的乌干达军队残部和政治纠纷引发了乌干达丛林战争

## 背景

乌干达（橙色）和坦桑尼亚（绿色）

烏干達和坦桑尼亞兩國的關係原本十分良好。伊迪·阿明的前任米尔顿·奥博特總統與坦桑尼亞總統朱利葉斯·尼瑞爾更是獨立運動時期就相識，私交甚篤。1967年6月，烏干達、坦桑尼亞和肯亞三國還組建了东非共同体。但1971年，奧博特的副手阿明趁奧博特出訪新加坡期間，發動了軍事政變，自任總統。奧博特被迫流亡至坦桑尼亞尋求政治庇護。1972年，阿明大批驅逐亞裔人士，造成國內局勢混亂；奧博特在尼雷尔的幫助下，趁此機會領導1,500名支持者從坦桑尼亞北部進攻烏干達，試圖推翻阿明，但最終失敗。阿明遷怒于尼雷尔，殺掉24名坦籍青年以報復。自此，兩國交惡，關係愈發緊張。
阿明當政烏干達八年，烏干達經濟急速下滑，特別是1978年國際咖啡價格的驟降，重創了烏干達經濟命脈。而阿明卻一直以來窮奢極侈，大力打壓反對派和異見人士，屠殺蘭芝族（Langi）和阿喬利族（Acholi）平民，施行宗教迫害，軍隊高層亦腐化嚴重……導致民不聊生。外界一般認為阿明發動戰爭是為了轉移矛盾視線。
在軍隊內部，阿明和副總統穆斯特發·阿德里斯（Mustafa Adrisi）的矛盾日益突出。1978年5月，阿德里斯在一場「交通意外」中受重傷，雙腿癱瘓。阿明送阿德里斯到開羅治療，并乘機解除其所有職務。這一舉動令阿德里斯支持者嚴重不滿，於是在9月爆發了全國規模的騷亂。阿明派遣軍隊趕赴北部城鎮古盧（Gulu）、東部城鎮托羅羅和西南部的姆巴臘臘（Mbarara）鎮壓，部分軍隊還越境到坦桑尼亞邊境打擊反對人士，但是由於軍隊的散漫和部分坦境內的烏干達反阿明難民加入戰鬥，烏干達政府軍都分別被擊退。10月初，阿明在坎帕拉的寓所中遭行刺，幸而躲在一架直升機中逃過一劫。阿明於是將軍事上的失敗都歸咎於坦桑尼亞的奧博特和尼雷尔作祟。
10月30日，阿明對坦桑尼亞宣戰，下令軍隊入侵坦桑尼亞的卡盖拉区，阿明還宣稱卡蓋拉區原本就屬于烏干達，聲稱較早前有1,000輛坦克侵入烏干達，因而其行動完全是自衛還擊。

## 戰爭過程

### 戰爭初期
戰爭一開始，由于坦桑尼亞沒有做好充分的防范準備，導致整個卡盖拉区在幾天之內淪陷。阿明宣布「已取得偉大的歷史性勝利」。11月4日，他還語言輕薄地挑釁坦桑尼亞總統朱利葉斯·尼瑞爾，發表聲明「邀請」尼雷尔一同上擂臺比賽拳擊，要是尼雷爾贏了，他愿意將占領的土地全部歸還，并說由于尼雷爾年老體弱，他愿意在比拳時反綁一手、雙腿加鉛塊，以單手應戰。尼雷爾總統因此感到大受侮辱。
烏干達軍隊在占領地區還四處強姦婦女，殺害至少8,000名平民（卡盖拉区總人口仅5萬），大肆破壞當地的基礎設施和工業設備，4萬名卡蓋拉平民成為難民。尼雷爾總統終于公開声明，必定會采取報復，不會讓阿明逃之夭夭。他首先向非洲统一組織（非洲聯盟的前身）求助，要求非洲统一組織一致譴責烏干達的侵略，但是除了蘇丹總統加法爾·尼邁里愿意以私人身份勸告阿明撤兵之外，非洲统一組織對这次戰爭都采取不干涉、不表態的政策。尼雷爾無奈之下被迫放棄國際斡旋的期盼，決心以武力反擊。

### 坦軍反擊
尼雷爾迅速動員了坦桑尼亞人民國防軍的所有力量，幾個星期內，軍隊人數就由戰前的40,000人上升到包括警察部隊、獄警、后備役和民兵在內的100,000人。11月底，坦軍就已經完全阻擋住烏軍的進攻，到12月，所有烏軍都被逐出坦桑尼亞境內。而且很快地，尼雷爾就決意要徹底打倒阿敏，他邀請很多烏干達反阿敏組織參與其軍事行動，組成盟軍。但是當時烏干達的反對組織雖多，不過大多勢單力弱，各自為政，甚至互相之間都有矛盾。1978年底尼雷爾在肯尼亞內羅畢舉行了一個聯合會議，向各組織的領導人晓明大義，呼吁大家團結一致，共同推翻阿敏獨裁政權。會議雖然沒有任何成文協議，但是已經默認組成反阿敏的統一戰線，一些組織還派遣成員到坦桑尼亞接受游擊戰的訓練，準備「解放祖國」。
1979年1月，10,000多名坦軍在59式坦克和歼-6、歼-7B战斗机支援下，進入烏干達境內，正式展開反攻，他們利用蘇制喀秋莎火箭炮攻擊烏干達多處軍事目標。烏軍軍心渙散，毫無斗志，一擊即敗，全面撤退。尼雷爾見時機成熟，就下令軍隊乘勝追擊，務求推翻阿敏。各烏干達的反阿敏組織此時也正式響應表示支持，在稍后3月份舉行的磨西會議（Moshi Conference）中，28個組織組成烏干達全國解放军（Uganda National Liberation Army，簡稱UNLA），其中包括由蒂托·奥凯洛和大卫·奥伊特-奥乔克領導的「特種部隊」（Kikosi Maalum）、由约韦里·穆塞韦尼領導的「救國陣線」（FRONASA）和由阿肯納·普奧約克領導的「拯救烏干達運動」（Save Uganda Movement）。
聯軍勢不可擋，1979年3月，坦桑尼亞軍隊已經開始逼近烏干達首都坎帕拉，阿明政權搖搖欲墜。而此時伊斯蘭開發銀行又恰好在坎帕拉召開年會。一向親阿拉伯的阿明趁機在年會的開幕式上吹噓自己的「戰功」，又哀求伊斯蘭各國給予他「緊急援助」，以對付基督教徒尼雷爾的軍隊，但是各國代表只是口頭上敷衍一下，并沒有國家真正理會他。
在阿敏即將垮臺的關頭，肯真正幫助烏干達的只有盟友利比亞的領導人穆阿邁爾·卡扎菲。應阿敏的請求，卡扎菲派遣了約2,500人的軍隊去援助阿明政權，還順帶提供T-54和T-55坦克、BTR步兵戰車、BM-21型喀秋莎火箭炮、大炮、米格-21战斗机、Tu-22战略轰炸机等武器。但是利比亞軍隊很快就發現，在戰爭中，他們永遠位于前鋒，而他們背后的烏干達軍隊卻用利比亞外援來的卡車來運送強行掠奪來的財富不斷撤退，甚至參加入起義軍的行列。利比亞派遣軍是由利比亞常規軍事人員、「人民義勇軍」以及利比亞資助的泛撒哈拉武裝伊斯蘭軍團組成的。

#### 盧卡雅戰役
利比亞派遣軍參戰時，正當坦桑尼亞聯軍向北推進，直逼坎帕拉，但是盧卡雅北部的沼澤令他們不得不卻步。坦軍決定派201旅直接越過沼澤地區，為了防止行動失敗，同時派遣裝備較好的208旅移向西南，向沼澤的西邊方向前進。而一支裝備有15輛T-55坦克、幾十部步兵戰車和BM-21火箭炮的利比亞精銳部隊在3月10日乘機在盧卡雅攻擊坦軍201旅，201旅潰敗，被迫分散撤退。不過利比亞軍暫時的勝利未能得到延續。3月11日－12日，重新匯集的坦軍201旅和208旅兵分兩路，從南面和西北面向利比亞軍隊發動反擊，大獲全勝。此次戰役利比亞軍隊損失慘重，分崩離析，落荒而逃。

### 阿敏垮臺
盧卡雅戰役之後，坦桑尼亞聯軍一路向西進逼坎帕拉，途中幾乎沒有遇到什么抵抗。至3月底，烏干達軍隊已經瀕臨徹底崩潰的邊緣，而駐扎在恩德培的利比亞軍隊也苦陷于坦軍的重圍中。卡扎菲不甘心失敗，還于4月1日派遣了一架图-22B轟炸機投下大量炸彈意圖轟炸坦軍，但是卻沒有一枚炸彈擊中目標。與之相比較，坦桑尼亞空軍連續多天出動歼-6和歼-7戰機，轟炸坎帕拉、金賈、托羅羅等戰略城市，基本上消滅了烏軍和利軍的有生力量。坦軍一舉拿下了恩德培。
連續的轟炸使坎帕拉的平民紛紛逃離，50萬人的大城市頓成空城。3月27日，阿明已經倉皇逃離了坎帕拉，直奔烏干達第二大城市金賈。4月10日，坦桑尼亞聯軍攻占坎帕拉，在坎帕拉，也只是遇到零星抵抗。烏坦戰爭最終以坦桑尼亞的徹底勝利告終。
利比亞軍隊在失敗后撤退到金賈，聯軍占領金賈後，利比亞軍隊被遣返，途徑肯亞和埃塞俄比亞，回到利比亞；至于伊迪·阿明，被迫流亡海外，他帶著四個妻子、數名情婦、以及20多名子女逃亡到利比亞開始其流亡生活，由於他的保安跟當地警察發生衝突，阿明被迫離開，先短暫至伊拉克，及後定居在沙烏地阿拉伯。
坦桑尼亞軍隊在戰爭結束后繼續駐留在烏干達，一直到烏干達1986年組織民主選舉，國家程序恢復正常為止。

## 影響

### 烏干達
烏干達在阿明被推翻之后的一段時間，政治依然動蕩，各黨派和民族之間的權力鬥爭嚴重。1979年4月13日，前大學校長优素福·卢莱教授被坦桑尼亞推舉為臨時總統。6月份，由于總統權力大小的爭議，國家協商委員會委任戈弗雷·比奈萨取代卢莱出任總統。1980年5月12日，比奈萨又被以保罗·穆万加为首的军事委员会撤职。乌干达随后由总统委员会领导，委员包括保罗·穆万加、约韦里·穆塞韦尼、奥伊特-奥乔克和蒂托·奥凯洛。同年12月，戰后的首次總統選舉舉行，前總統米尔顿·奥博特當選。不過選舉存在爭議，约韦里·穆塞韦尼聲稱奧博特是通過選舉舞弊上臺的，并宣布與政府決裂，帶領他的支持者回到乌干达南部与西南部的大本营后，组成了人民抵抗军，用游擊戰與政府對抗，史稱「叢林戰爭」，直到1986年穆塞韦尼推翻奧博特之后，烏干達局勢才大致回復穩定。

### 坦桑尼亞
坦桑尼亞打了一場勝仗，卻付出了不少代價。戰爭對坦桑尼亞造成了短期內難以恢復的破壞和帶來了龐大的軍費開支，此外戰后烏干達政局不穩，使坦桑尼亞必須在烏境內保持較長時間的駐軍擔當維和角色，這些都令到坦桑尼亞的國庫空虛。幾年后尼雷爾總統就因為國內經濟的衰退而辭職。
烏坦戰爭也是自非洲去殖民化以來，非洲大陸上第一次由一國武力推翻另一國政權。雖然對于坦桑尼亞來說是自衛還擊，但是戰爭的繼續和推翻阿明畢竟嚴重侵犯了烏干達的主權。這受到部分國家的猜疑和擔憂。因此，在戰后一段時間中，坦桑尼亞與其他鄰國如剛果民主共和國（扎伊爾）、肯亞的關係一度有所惡化。